# Palestina ai Giochi della XXVIII Olimpiade
La Palestina partecipò ai Giochi della XXVIII Olimpiade, svoltisi ad Atene, Grecia, dal 13 al 29 agosto 2004, con una delegazione di 3 atleti impegnati in due discipline.
Il Comitato Olimpico Palestinese aveva inserito nella sua delegazione anche la giavellottista greca Sofia Sakorafa, che nel frattempo aveva ottenuto la cittadinanza palestinese. Tuttavia, il Comitato Olimpico Internazionale le impedì di partecipare perché i risultati ottenuti non superavano i requisiti per la qualificazione.

## Risultati

### Atletica leggera
| Q | Qualificato al turno successivo per la posizione in qualificazione                                                           |
| q | Qualificato per il turno successivo per ripescaggio o, negli eventi su campo, conquistando la misura minima per qualificarsi |

Maschile
Eventi su pista e strada
| Atleta                 | Evento      | Batteria  | Batteria   | Semifinale      | Semifinale      | Finale          | Finale          |
| Atleta                 | Evento      | Risultato | Classifica | Risultato       | Classifica      | Risultato       | Classifica      |
| ---------------------- | ----------- | --------- | ---------- | --------------- | --------------- | --------------- | --------------- |
| Abd al-Salam al-Dabaji | 800 m piani | 1'53"86   | 8º         | non qualificato | non qualificato | non qualificato | non qualificato |

Femminile
Eventi su pista e strada
| Atleta          | Evento      | Batteria  | Batteria   | Semifinale      | Semifinale      | Finale          | Finale          |
| Atleta          | Evento      | Risultato | Classifica | Risultato       | Classifica      | Risultato       | Classifica      |
| --------------- | ----------- | --------- | ---------- | --------------- | --------------- | --------------- | --------------- |
| Sanna Abubkheet | 800 m piani | 2'32"10   | 7ª         | non qualificata | non qualificata | non qualificata | non qualificata |

### Nuoto
Maschile
| Atleta      | Evento         | Batteria  | Batteria   | Semifinale      | Semifinale      | Finale          | Finale          |
| Atleta      | Evento         | Risultato | Classifica | Risultato       | Classifica      | Risultato       | Classifica      |
| ----------- | -------------- | --------- | ---------- | --------------- | --------------- | --------------- | --------------- |
| Rad Aweisat | 100 m farfalla | 1'01"60   | 59ª        | non qualificata | non qualificata | non qualificata | non qualificata |